# 梅小路ピンポン
梅小路 ピンポン（うめこうじ ピンポン）は日本の男性声優。主にアダルトゲームに出演している。

## 出演作品
太字は主役・メインキャラクター。

### アダルトゲーム

#### 2004年
- 風の継承者（西篠晃二）

#### 2005年
- 映研企画（青山）
- Angel's Feather -琥珀の瞳-（辻庸介）
- 鬼神楽（木島卓）
- まじかるカナン -RISEA-（鈴原剛）
- 夜刀姫斬鬼行
- 闇の声異聞録（久保[1]、武志[1]）

#### 2006年
- かみさまの宿っ!（あめゆ[2]）
- ひ・み・つ・の放課後2 〜コーチと教え子のアブナイ同棲生活〜（立林光[3]）
- MinDeaD BlooD ～支配者の為の狂死曲～ DVD Special Edition（東幸二、DUST）
- ヤミノカナタ（脛川秀雄）

#### 2007年
- Reversible（平岸耕太）

#### 2008年
- 人妻戦隊アイサイガーPOWERED（霧山礼/アキバラーネクロ）
  - 人妻戦隊アイサイガー FLASH（捲簾大将號釵、霧山礼）
- マジカライド（ロック・アルウェン、ラビトン[4]）

### コンシューマー
- Angel's Feather -黒の残影-（辻庸介[5]）
- 夜刀姫斬鬼行 -剣の巻-

### OVA
- 愛のカタチ（坂本将太[6]）

### ドラマCD
- いな☆こい! 〜お稲荷さまとモテモテのたたり〜（荒木卓也）
- こえでおしごと!（横山雪平）